# Kawakami Gensai

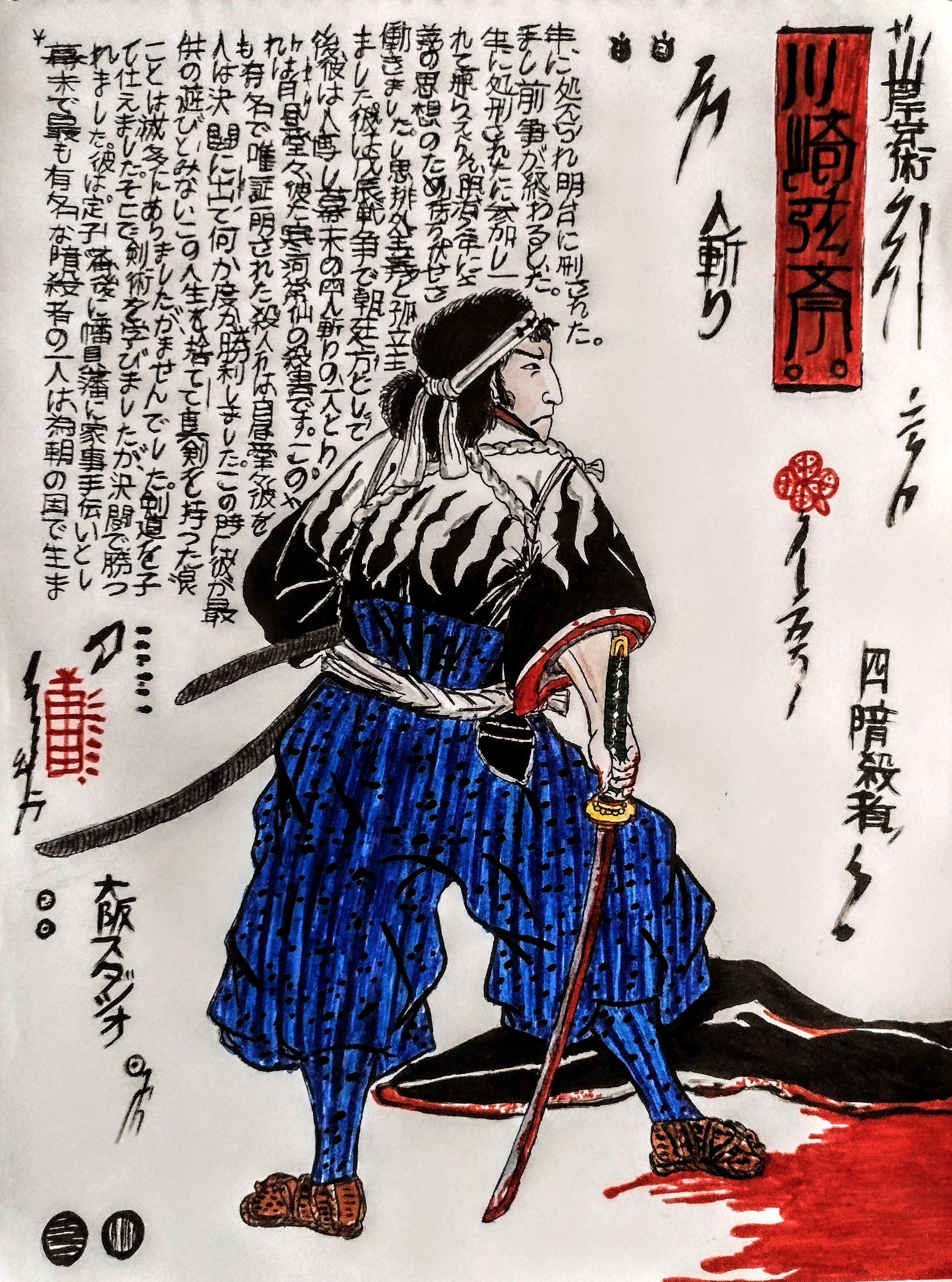
Kawakami Gensai após matar Sakuma Shōzan, de autor desconhecido.

Kawakami Gensai [川上玄斎] (河上彦斎, 1834-1871), foi um dos maiores hitokiri do período Bakumatsu, no século XIX, no Japão. Diz-se que poderia ser confundido facilmente com um rapaz qualquer, ainda que a sua natureza fosse oposta à sua aparência. Tinha atitudes frias, calculistas e era considerado o mais perigoso dos quatro Hitokiri.

## Biografia
Kawakami ficou famoso por matar, cortando Sakuma Shōzan ao meio, em plena luz do dia, usando o seu estilo de Battojutsu, chamado "Shiranui-ryu" (literalmente, "estilo Shiranui", ou "estilo do fogo fátuo") e que consistia, essencialmente em dobrar perpendicularmente a perna direita, esticando a esquerda até ficar paralela ao solo e, depois, sacar da espada. Ainda que se lhe atribuam outros assassinatos, estes aconteceram sempre com uma aura de mistério e nunca ficou esclarecido como e quando aconteceram. Depois da Restauração Meiji, como a maioria dos governantes não necessitavam mais de seus assassinos, e com o fim da era dos samurais, as ideias xenófobas e isolacionistas de Kawakami colidiram com as defendidas pelo governo, pelo que foi julgado sob acusações falsas e executado no quarto ano da era Meiji, em 1871. Porém, relatos indicam que não foi a xenofobia que Gensai não conseguiu esquecer, mas a integridade e a moral que devia sentir aos companheiros e às vítimas que ele executou.
O personagem ficcional Kenshin Himura, protagonista do animê e mangá Samurai X, foi criado baseado na figura de Kawakami, tanto esteticamente quanto historicamente.